# Manchester Football League
De Manchester Football League is een Engelse regionale voetbalcompetitie uit Greater Manchester en werd opgericht in 1893. Tussen 1912 en 1920 werd de league opgeheven.
Er zijn 5 divisies waarvan de hoogste zich op het 11de niveau in de Engelse voetbalpiramide bevindt, enkel de eerste 2 divisies zijn voor eerste elftallen, Division 2, 3 en 4 zijn voor reserveteams. De kampioen kan promoveren naar de North West Counties Football League (NWCFL). 
Omdat de criteria voor de NWCFL hoger zijn dan de meeste stadions van de clubs promoveert niet elk jaar een team. Ashton Athletic waagde in 2006 de stap ondanks dat de club slechts 4de eindigde.

## Recente kampioenen
| Seizoen | Premier Division          | Division One              |
| ------- | ------------------------- | ------------------------- |
| 1989-90 | Wythenshawe Amateurs      | Greater Manchester Police |
| 1990-91 | Abbey Hey                 | Ramsbottom United         |
| 1991-92 | East Manchester           | Woodley Sports            |
| 1992-93 | Wythenshawe Amateurs      | Atherton Town             |
| 1993-94 | Abbey Hey                 | Winton United             |
| 1994-95 | Abbey Hey                 | Highfield United          |
| 1995-96 | Little Hulton United      | Stand Athletic            |
| 1996-97 | Highfield United          | Prestwich Heys            |
| 1997-98 | Springhead                | Urmston                   |
| 1998-99 | Stand Athletic            | Willows                   |
| 1999-00 | Stand Athletic            | Sacred Heart              |
| 2000-01 | Stand Athletic            | Leigh Athletic            |
| 2001-02 | Stockport Georgians       | Royton Town               |
| 2002-03 | Irlam Mitchell Shackleton | Breightmet United         |
| 2003-04 | Royton Town               | Avro                      |
| 2004-05 | Prestwich Heys            | A F C Blackley            |
| 2005-06 | Prestwich Heys            | Whitworth Valley          |